# Егенольф фон Беркгайм
Барон Егенольф фон Беркгайм (нім. Egenolf Freiherr von Berckheim; 2 липня 1881, Берлін — серпень-вересень 1915, Балтійське море) — німецький офіцер-підводник, капітан-лейтенант кайзерліхмаріне.

## Біографія
Старший син барона (з 1900 року — графа) Зігмунда Теодора фон Беркгайма, посланника Бадена в Берліні, і його дружини Адольфіни, уродженої баронеси Вамбольт фон Умштадт. Після закінчення середньої школи 1 квітня 1902 року вступив на флот. Учасник Першої світової війни. З 1 серпня по 17 грудня 1914 року — командир підводного човна SM U-26, з 18 грудня 1914 по 12 січня 1915 року — SM U-23, з 13 січня 1915 року— знову SM U-26. В серпні 1915 року човен і всі 30 членів екіпажу зникли безвісти в Балтійському морі. В травні 2014 року рештки SM U-26 були знайдені фінськими аквалангістами біля Ганко. Виявилось, що човен підірвався на російській міні.
Всього за час бойових дій потопив 5 кораблів загальною водотоннажністю 15 075 тонн.
| Дата           | Назва корабля | Тип                 | Тоннаж | Екіпаж         | Загиблі   | Країна            |
| -------------- | ------------- | ------------------- | ------ | -------------- | --------- | ----------------- |
| 11 жовтня 1914 | Паллада       | Броненосний крейсер | 7,775  | 597            | 597       | Російська імперія |
| 23 квітня 1915 | Фрак          | Торговий пароплав   | 849    | ?              | 0         | Російська імперія |
| 4 червня 1915  | Єнісей        | Мінний загороджувач | 3,600  | ? (вціліли 21) | понад 200 | Російська імперія |
| 25 серпня 1915 | Печора        | Торговий пароплав   | 1,982  | ?              | ?         | Російська імперія |
| 30 серпня 1915 | Земля         | Торговий пароплав   | 869    | ?              | ?         | Російська імперія |

## Звання
- Морський кадет (1 квітня 1902)
- Фенріх-цур-зее (11 квітня 1903)
- Лейтенант-цур-зее (29 вересня 1905)
- Оберлейтенант-цур-зее (30 березня 1908)
- Капітан-лейтенант (22 березня 1914)

## Нагороди
- Залізний хрест 2-го і 1-го класу
- Королівський орден дому Гогенцоллернів, лицарський хрест з мечами (6 червня 1915)